# Adidas Al Rihla
El Adidas Al Rihla fue el balón de fútbol oficial usado durante la Copa Mundial de 2022 realizada en Catar. Es el número 14 confeccionado por la compañía alemana de equipamiento deportivo Adidas, socio de FIFA y proveedor oficial del balón y equipamiento de la Copa Mundial de la FIFA desde la edición de México ‘70.

## Nombre y diseño

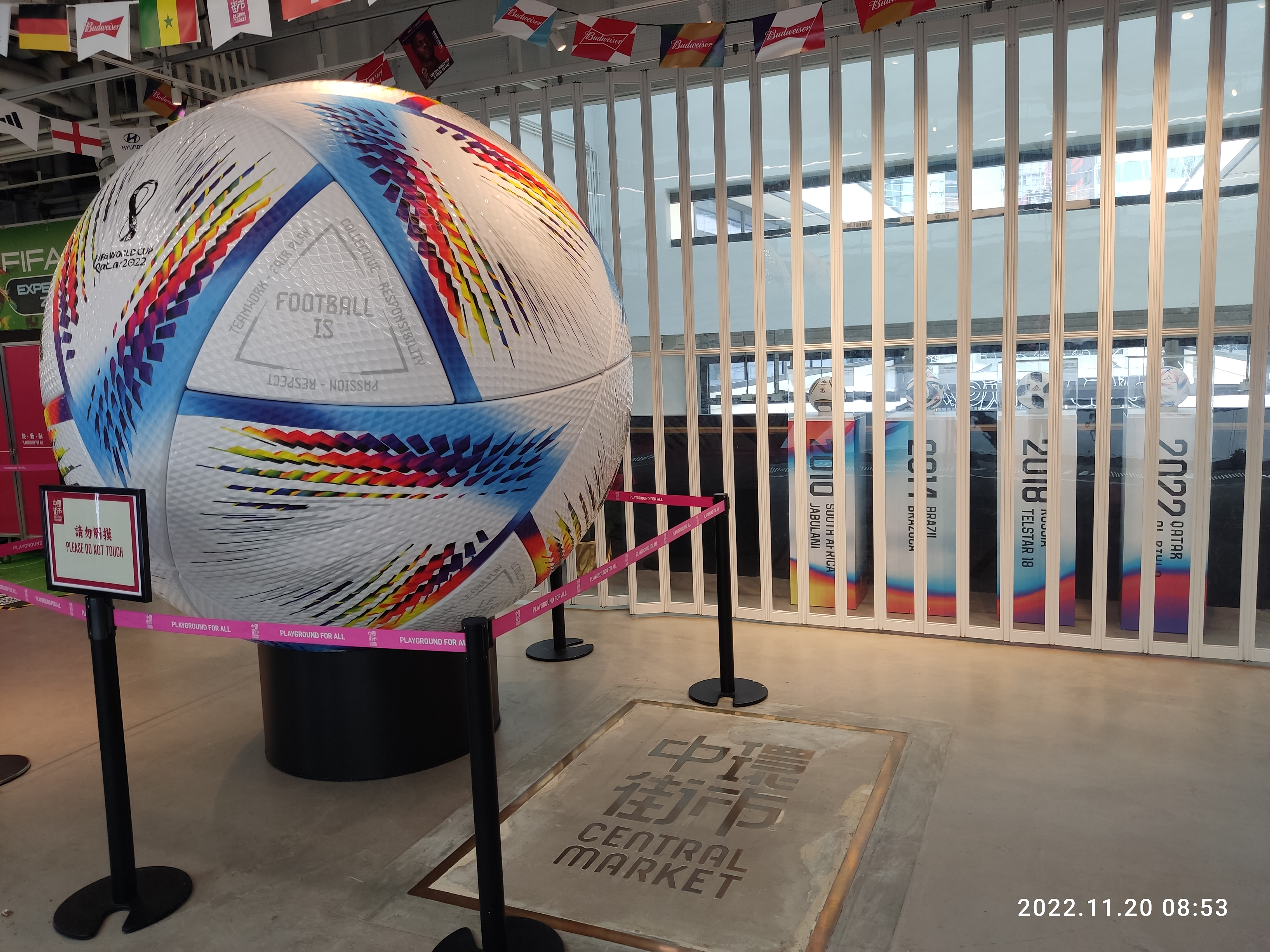
Escultura en forma del Al Rihla, ubicada en un centro comercial durante el mundial de Qatar.

El nombre Al Rihla (en árabe: الرحلة‎) significa El viaje. Su diseño y colores están inspirados en la cultura, la arquitectura, la gastronomía, las embarcaciones icónicas y la bandera de Catar.

## Características
El Al Rihla tiene un cuero de poliuretano texturizado con 20 paneles que mejoran la precisión, la estabilidad, la rotación en el aire del balón gracias a macro y microtexturas, así como también por el contrarrelieve de la superficie. Además de que el corazón del esférico proporciona velocidad, precisión y consistencia en los partidos de mayor intensidad, y conserva al máximo la forma, el aire y la precisión en el rebote.

## Variantes

### Al Hilm

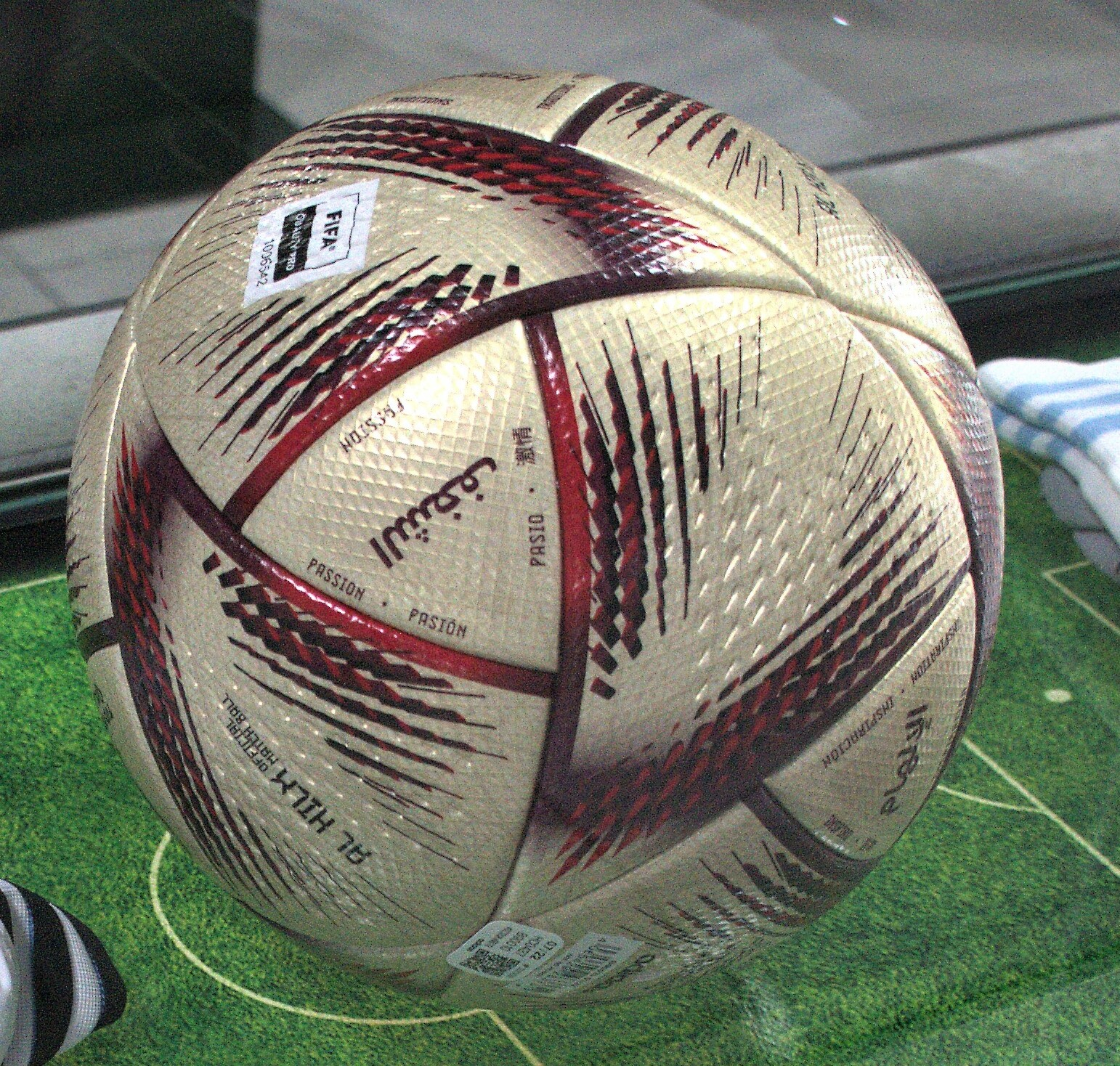
Variante Al Hilm, utilizada durante la final de la Copa Mundial de Catar.

En las semifinales de Copa Mundial de Catar se utilizó una variante tecnológicamente idéntica a la Al Rihla, pero diferente en su diseño llamada Al Hilm (en español: El sueño); la misma que se utilizó en la final y en el partido por el tercer puesto. La variante elimina los colores presentes en la primera versión teniendo una base brillante dorada con motivos bordó/grana o granate, el mismo de la bandera de Catar. La intención comercial detrás del cambio de nombre y diseño es dar la sensación de que luego de recorrer "el viaje" se hace presente "el sueño" en las instancias decisivas del torneo. Este es el primer balón que utiliza tintas acuosas en su confección. Es la quinta vez que Adidas lanza una pelota para las finales de la copa mundial así como sucedió con las pelotas Adidas +Teamgeist Berlin en Alemania 2006, la Adidas Jo'bulani en Sudáfrica 2010, la Adidas Brazuca Final Rio en Brasil 2014 o la Adidas Telstar 18 en Rusia 2018. Fue presentado el 11 de diciembre de 2022 por la selección argentina, al ser la única en carrera vestida por Adidas, mediante imágenes con algunas de sus figuras: Lionel Messi, Ángel Di María, Emiliano Martínez y Julián Álvarez.